# Франта, Коннор
Коннор Джоэль Франта (англ. Connor Joel Franta; род. 12 сентября 1992) — американский видеоблогер, предприниматель, писатель и фотограф.
По состоянию на октябрь 2023 года одноимённый канал Франты на YouTube насчитывает более 4,85 млн подписчиков. Ранее Франта был членом группы «Our Second Life» (Our2ndLife, O2L) сети «Fullscreen», но сейчас является независимым членом Po-ihugy.
Франта занимается предпринимательской деятельностью, имеет собственную линию одежды и бренд кофе под названием «Common Culture», а также музыкальный лейбл «Heard Well». Его первые мемуары «Работа в процессе» были выпущены 21 апреля 2015 года.

## Личная жизнь
Коннор Франта родился в штате Висконсин, США в семье Питера и Черил Франты. Отец работал врачом в местной больнице, а мать была домохозяйкой. Через некоторое время после его рождения семья переехала в город Ла-Кресент, Миннесота. У Коннора есть два брата, Дастин и Брендон, и сестра Николь.
Франта посещал католическую школу Святого Патрика с первого по восьмой класс. Будучи ребёнком, Коннор имел избыточный вес, поэтому занимался плаванием.
Коннор Франта изучал бизнес в университете Сент-Джон, Колледжвилл, Миннесота. На втором годе своего обучения он также добавил искусство, с акцентом на историю кино.
8 декабря 2014 года Франта совершил Coming Out, признавшись всем, что является геем в одном из роликов на своём канале. Шестиминутное видео под названием «Coming Out» собрало более чем 11 млн просмотров и 949 тыс. лайков.

## Карьера
Свое первое видео Коннор Франта выложил в августе 2011 года. В 2012 году он присоединился к каналу Our2ndLife, который вел совместно с 5 видеоблогерами (Кианом Лоули, Trevor Moran, Justin «JC» Caylen, Ricky Dillon, Sam Pottorff), которые помогли ему добиться популярности. В 2014 году Коннор объявил о своём уходе из канала по личным причинам.
В 2014 году Франта был номинирован на Teen Choice Award в категории «Web Star:Male», но проиграл Тайлеру Окли. Он также принимал участие в съёмке YouTube Rewind в 2014, 2015 и 2016 годах.
В 2015, Коннор снова был номинирован на Teen Choice Award в категории «Entertainer of the Year» и «Choise YouTuber», но уступил Кэмерону Далласу и Бетани Моте. Кроме того, его номинировали на Streamy Award в категории «Audience Choise Entertainer of the Year».
В январе 2016 года Франта выиграл награду «Favorite YouTube Star» в 42nd People’s Choise Awards. В октябре видеоблогер появился на конференции «We Day» в Торонто, Канада.

### Другие проекты

#### Проект «Жажда»
Франта отпраздновал свой 22-й день рождения в 2014 году, запустив кампанию по сбору средств для проекта «Жажда», чтобы начать строить колодцы для людей в Свазиленде. Он поставил перед собой цель достижения $120,000 за месяц, предлагая фанатам стимулы, такие как футболки, плакаты, признание в одном из его видео и разговор по Skype с ним. В течение 48 часов, фанаты собрали более $75,000 и достигли цель в $120,000 за 10 дней. До конца месяца акция собрала более $230,000. Позже он побывал в Свазиленде, чтобы увидеть скважины, которые построили на пожертвования. Франта получил губернаторскую премию за его работу над проектом «Жажда» на ежегодном Гала концерте 30 июня 2015 года. Франта начал вторую кампанию в свой 23-й день рождения с целью привлечения $180,000 за 30 дней. Кампания была закрыта в октябре 2015 года, он собрал более $191,000 долларов, что способствовало строительству 16 скважин для воды в Свазиленде.

#### Предпринимательство
11 ноября 2014 года Франта выпустил сборник «Crown», том 1. Альбом попал в Billboard 200. Второй сборник был выпущен под общим брендом культуры Франта 3 марта 2015 года, затем третий сборник 24 июля 2015 года, четвёртый 25 декабря 2015 года, и пятый 28 апреля 2016.
В июле 2015 года было объявлено, что Франта запустил лейбл, «HeardWell», в партнёрстве со своим менеджером Эндрю Грэмом и Джереми Вайнбергом, распространителями музыки, а также лицензирующей компанией «Opus Label» (через которую были выпущены первые два сборника Франты).
В феврале 2015 года, Франта выпустил собственную линию кофе, которая называется «Common Culture Coffee». Кофе был произведен в сотрудничестве с кофейным клубом Лос-Анджелеса, и $1 с каждого проданного мешка кофе был подарен проекту «Жажда». В июне 2015 года, Франта выпустил ограниченным тиражом линию одежды, сделанную в сотрудничестве с Junk Food Clothing. В январе 2016 года Франта запустил свой новый сайт о «Простой культуре кофе».

#### Авторство
Франта больше года проводит в написании мемуаров «Работа в процессе», в которых он рассказывает о моментах из своей жизни с самого рождения, а также о личных историях. Работа была выпущена 21 апреля 2015 года. Сопровождая выпуск книги, Франта запустил тур по США с выступлениями в Миннесоте, Хьюстоне, Орландо, Нью-Йорке, Нью-Джерси и Лос-Анджелесе, а также в таких городах как Лондон, Бирмингем, Манчестер, Ливерпуль и Лидс в Великобритании, и Сиднее, Мельбурне, Брисбене и Перте в Австралии. Книга провела 16 недель в списке бестселлеров «Нью-Йорк Таймс». Продано более 200 000 экземпляров.
В январе 2017 году Франта объявил, что он выпустит свою вторую книгу «Дневник для себя». Она вышла в свет 18 апреля 2017 года. В книгу вошли стихи, очерки, рассказы и фотографии Франты о проблемах, в том числе клинической депрессии, социальной тревожности, расставании и любви. Франта написал: «Если моя первая книга, «Работа в процессе», до сих пор была отражением внешней стороны моей жизни, то продолжение – мой внутренний мир на данный момент и все то, что меня волнует – это не столько продолжение моей истории, сколько ее углубление».